# Cleodoxus carinatus
Cleodoxus carinatus är en skalbaggsart som först beskrevs av White 1855.  Cleodoxus carinatus ingår i släktet Cleodoxus och familjen långhorningar. Inga underarter finns listade i Catalogue of Life.